# OIO-kataloget
OIO-kataloget, er et katalog over offentlige it-standarder, specifikationer og teknologier hvis funktion er erstattet af Digitalisér.dk.
Formålet med kataloget var at virke som en fællesoffentlig ressource, der anviser fællesstandarder for den digitale forvaltning til brug ved effektivisering, serviceforbedringer og besparelser, dette til erstatning for brugen af isolerede it-løsninger rundt omkring i landet.
Kataloget er udarbejdet af et udvalg i regi af Det Koordinerende Informationsudvalg (KIU), der er et tværoffentligt koordinationsorgan på det IT-faglige område, 
Udvalget har deltagelse af Den Digitale Taskforce, Videnskabsministeriet, Indenrigs- og Sundhedsministeriet, Økonomi- og Erhvervsministeriet, Kommunernes Landsforening, Amtsrådsforeningen og IT- og Telestyrelsen. 
Det konkrete arbejde er forestået af den under KIU hørende IT Arkitekur Komité.
I EU-regi kaldes OIO-kataloget en national interoperabilitetsramme for digital forvaltning e-Government Interoperability Framework.

## Ekstern henvisning
- Hjemmeside over offentlige it-standarder Arkiveret 7. marts 2006 hos  Wayback Machine